# Andreas Tölke

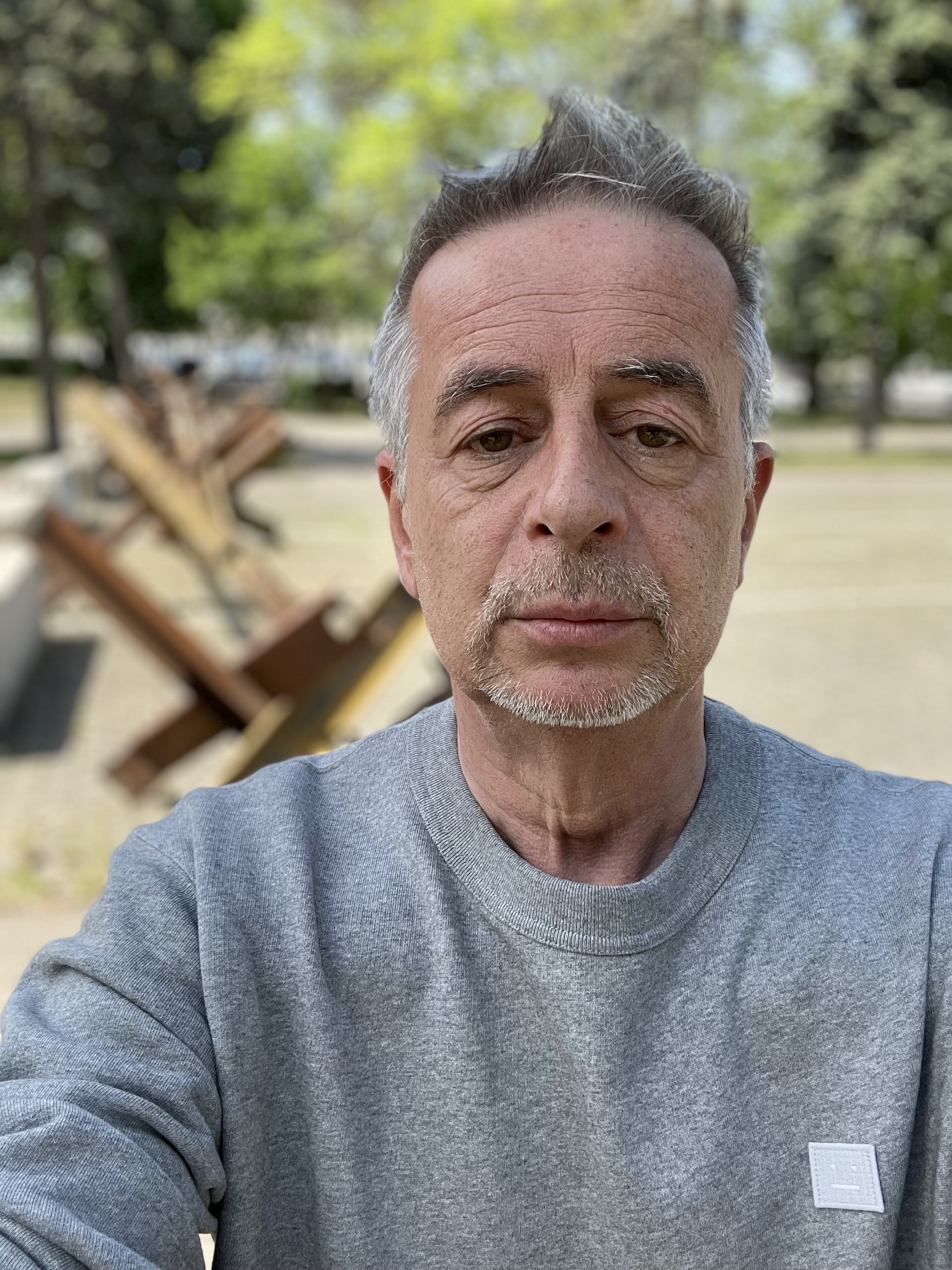
Andreas Tölke (2022)

Andreas Tölke (* 21. Juni 1960) ist ein deutscher Journalist und humanitärer Aktivist. Bekannt wurde er durch sein Engagement in der Flüchtlingshilfe als Mitbegründer von Be An Angel e.V.

## Leben und Wirken
Tölke arbeitete als Journalist für Zeitschriften und Zeitungen wie Vogue, Icon und Die Welt und interviewte internationale Persönlichkeiten aus Kunst und Kultur, darunter Zaha Hadid, Sarah Jessica Parker und Frank Gehry.
2015 begann Tölke, Geflüchtete in Berlin aufzunehmen, und gründete den Verein Be An Angel e.V. zur Integration und vollumfänglichen Unterstützung von Flüchtlingen. Ein Projekt des Vereins ist das Restaurant Kreuzberger Himmel, das Geflüchteten seither Ausbildungs- und Arbeitsplätze bietet. Seit 2022 leistet der Verein humanitäre Hilfe in der Ukraine und organisierte die Evakuierung von 23.500 Ukrainern.

## Auszeichnungen und Ehrungen (Auswahl)
- 2024: Ehrendoktorwürde (Dr. h.c.) verliehen von der Arden University[12]
- 2021: Bundesverdienstkreuz am Bande, verbunden mit „Be an Angel“ Gaststätten GmbH[13]
- 2019: Take Off Award – Der deutsche Preis für das Ehrenamt. Preisträger der Kategorie Ausbildung: Kreuzberger Himmel Restaurant. Träger des Projektes: Be an Angel e. V., vertreten durch Andreas Tölke und Ulrike Lessig
- 2018: Erster Platz beim Deichmann-Förderpreis für Integration mit der Be an Angel Gaststättenbestriebs GmbH